# Leptacis xanthopus
Leptacis xanthopus är en stekelart som först beskrevs av William Harris Ashmead 1894.  Leptacis xanthopus ingår i släktet Leptacis och familjen gallmyggesteklar. Inga underarter finns listade i Catalogue of Life.